# Zaide
Zaide (Zaida) és un singspiel inconclús en dos actes compost per Wolfgang Amadeus Mozart i basat en el llibret de Johann Andreas Schachtner. Es tracta d'un singspiel, un gènere d'òpera alemany que literalment vol dir "obra cantada" i que es caracteritza pel fet que hi ha diàlegs parlats. Se'n conserven dos actes, quinze números, i no hi ha obertura, final ni títol.
Probablement es va compondre entre l'abril de 1779 i el novembre de 1780 a Salzburg. Per la composició de l'orquestra, Mozart devia pensar a estrenar-la a Salzburg, probablement en una companyia de teatre ambulant. Quan va rebre l'encàrrec de Idomeneo, re di Creta per al carnaval de Múnic va abandonar l'escriptura d'aquesta peça. Quan ja vivia a Viena va demanar al pare que li n'enviés la partitura, per al final no va continuar treballant-hi.
Anton Paul Stadler i Constanze Mozart van trobar el manuscrit autògraf el 1799. La vídua del compositor el va vendre a l'editor André, el qual va compondre una obertura, hi va afegir un final i la va titular Zaide. El llibret es va completar amb diàlegs de Carl Gollmick (1796-1866).

## Valoració musical

### Instrumentació original
L'orquestra consisteix en instruments de corda, flautes, oboès, trompes, fagots, trompetes i timbales.

### Estructura original
S'ha conservat un cor d'esclaus a una sola veu, 9 àries, 1 duo, 1 trio i 1 quartet:
Núm. 1: Brüder, lasst uns lustig sein (Cor)
Núm. 2: Unerforschliche Fügung (melòleg de Gomatz)
Núm. 3 Aria de Zaida: Ruhe sanft, mein holdes Leben. Aquesta ària per a soprano és, avui dia, la peça més divulgada.
Núm. 4: Rase Schicksal, wüte immer bzw. Ja, nun lass das Schicksal wüten (Gomatz)
Núm. 5: Meine Seele hüpf vor Freuden (Zaida i Gomatz)
Núm. 6: Herr und Freund, wie dank’ ich dir (Gomatz)
Núm. 7: Nur mutig, mein Herze (Alacin)
Núm. 8: O selige Wonne (trio Zaida, Gomatz i Alacin)
Núm. 9: Zaide entflohen (melòleg de Soliman i Osmin)
Núm. 10: Der stolze Löw‘ (Soliman)
Núm. 11: Wer hungrig bei der Tafel sitzt (Osmin)
Núm. 12: Ich bin so bös als gut (Soliman)
Núm. 13: Trostlos schluchzet Philomele (Zaida)
Núm. 14: Tiger! wetze nur die Klauen (Zaida)
Núm. 15: Ihr Mächtigen seht ungerührt (Alacin)
Núm. 16: Freundin! Stille deine Tränen (Quartet: Gomatz, Zaida, Soliman i Alacin)

### Valoració
Mozart tenia vint-i-quatre anys quan la va compondre, i aborda per primer cop el tema turc, molt de moda en aquella època. L'orquestració ja anuncia El rapte en el serrall. No es pot considerar ni una òpera bufa ni una òpera seriosa, perquè conté elements de les dues formes, i hi ha paral·lelismes amb altres òperes de Mozart de tots dos gèneres. Zaida destaca, també, perquè és l'única peça dramàtica de Mozart que conté melòlegs, és a dir, fragments melodramàtics.